# Chedra delector
Chedra delector är en fjärilsart som beskrevs av Ronald W. Hodges 1966. Chedra delector ingår i släktet Chedra och familjen säckmalar. Inga underarter finns listade i Catalogue of Life.